# Ejército del Potomac
El  Ejército del Potomac  fue el principal ejército de la Unión sobre el Frente oriental de la Guerra Civil de Estados Unidos, creado por el general George Brinton McClellan,  el joven Napoleón , que, a pesar de su talento para la organización y de su formación militar, no aportó ninguna prueba de su parecido con Napoleón Bonaparte, pero el ejército que construyó estaba destinado a llevar la causa de la Unión hacia la victoria.

## Historia
En vísperas de la Guerra de Secesión, el ejército regular era de 16.400 hombres y las tropas se encontraban dispersas, la mayor parte del tiempo, en pequeños destacamentos en los fuertes y puestos de vigilancia sobre la  zona fronteriza con el salvaje oeste , siendo raros los oficiales del ejército que tenían más de una brigada junta en un solo lugar. Al comienzo de la guerra el 1861, ejércitos de una talla desconocida previamente en América del Norte, se presentaron sobre los campos de batalla.

## Organización
La organización de la infantería de McClellan seguía el modelo establecido por Napoleón Bonaparte por su  Grande Armée  (en francés,  gran ejército ). La única táctica de base eran los cuerpos, compuestos de tres o cuatro divisiones; cada una de ellas, a su vez, estaba dividida en tres o cuatro brigadas, más una brigada de artillería, para un total de 10.000 a 15.000 hombres. La complejidad de esta organización necesitó la creación de escudos o insignias que permitieran la identificación rápida de las unidades y la localización de los comandantes sobre el campo de batalla. Las insignias de los cuerpos, habitualmente autorizadas a sus comandantes, aparecieron en 1862, y pronto fueron colocadas sobre los estandartes. Por último, el reglamento general N º 53 del Ejército del Potomac (mayo de 1863), introdujo un sistema estándar para todo esto: a cada cuerpo le fue atribuida una insignia distintiva. El estandarte del cuerpo era azul con una cola bifurcada y mostraba la insignia y el número de cuerpo. Los estandartes de las divisiones y de las brigadas eran, respectivamente, rectangulares y triangulares, con un arreglo distintivo de color para cada uno. Había, igualmente, estandartes para la brigada del cuerpo de artillería y el cuartel general.
Otros ejércitos de la Unión y departamentos militares adoptaron un sistema similar en cuanto a los estandartes pero, durante la guerra civil, ninguna reglamentación general del ejército regulando su diseño fue publicada. Sin embargo, las insignias de uniformes y estandartes del ejército de los Estados Unidos de hoy tienen sus orígenes en las insignias y banderas de esta época.